# Académie Colarossi

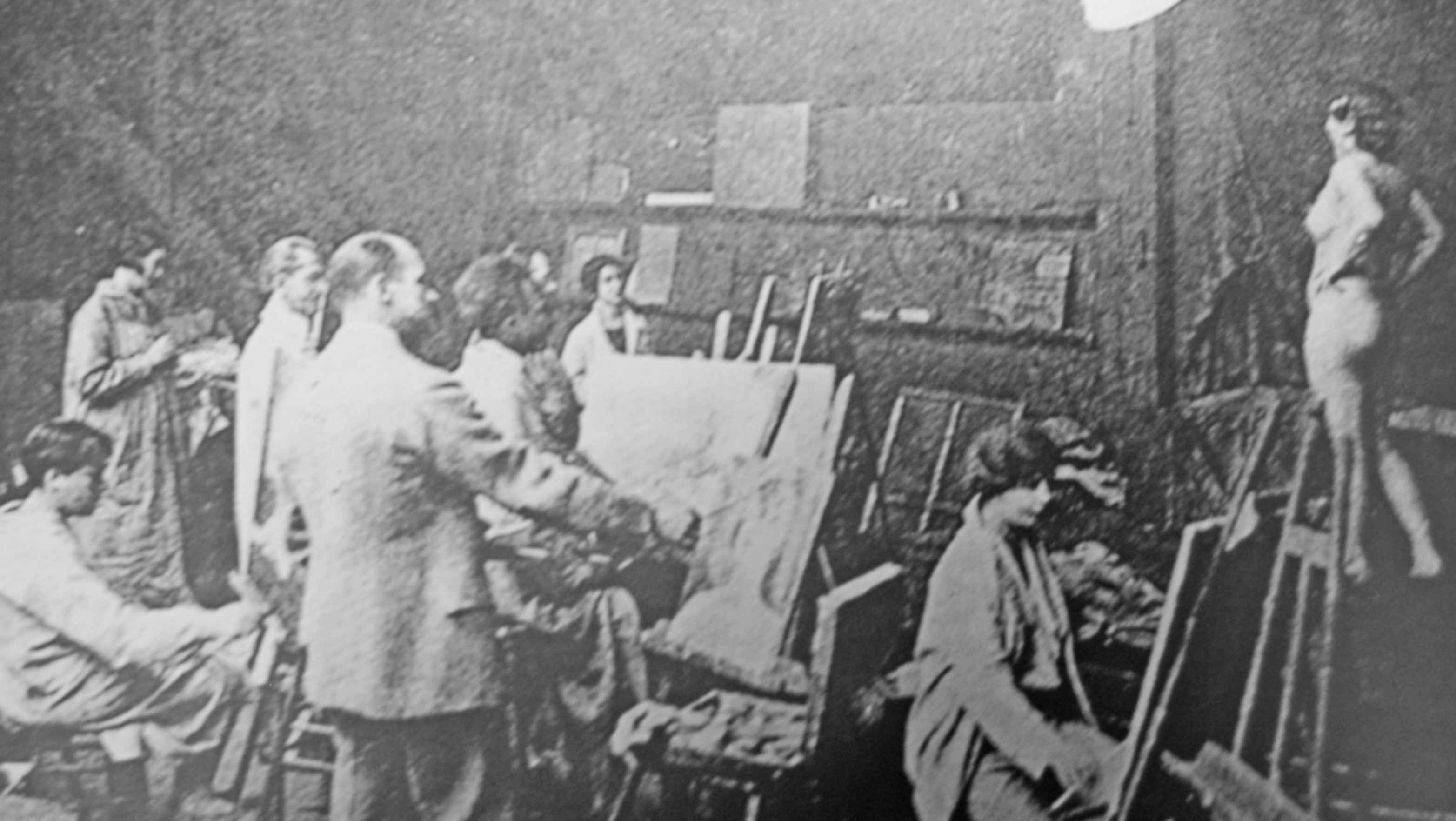
Académie Colarossi omkring 1908

Bland andra eleverna Jelka Rosen (1868–1935) och Ida Gerhardi (1862–1927), troligen på Académie Colarossi 1908

Académie Colarossi var en konstskola på 10 rue de la Grande-Chaumière i Paris, vilken grundades av den italienske skulptören Filippo Colarossi (1841–1906). 

## Historik
Skolan grundades omkring 1870 som ett alternativ till den av regeringen understödda École des Beaux-Arts, som enligt många lovande unga konstnärer vid denna tid ansågs vara alltför konservativ.
Tillsammans med Académie Julian accepterade Académie Colarossi även kvinnliga studenter och tillät dem att teckna nakna manliga modeller. Skolan hade ett gott rykte gällande skulptur, vilket attraherade många utländska studenter, bland dem många från Sverige.
År 1910 utsåg denna progressiva konstskola sin första kvinnliga lärare, Frances Hodgkins från Nya Zeeland. Bland andra lärare märks Olga Boznańska, Gustave Courtois,  Thomas Alexander Harrison, Jean Antoine Injalbert, Christian Krohg, Alfons Mucha och Raphaël Collin.
Omkring 1930 stängde skolan. Dessförinnan hade frun, Margiotta Colarossi (1841–1896), bränt skolans arkiv som hämnd för sin makes kärleksaffärer. Academie Colarossi bör ha fortsatt eller återstartats, för skolan tog emot elever både i slutet av trettiotalet och efter kriget på fyrtiotalet.

## Svenska elever i urval
- Eva Bonnier
- Fanny Brate
- Siri Derkert
- Carl Eldh
- Isaac Grünewald
- Carl-Harry Stålhane
- Agda Holst
- Paul Jonze
- John Lundqvist
- Olga Milles
- Arvid Nyholm (1866–1927)
- Jenny Nyström
- Helmer Osslund
- Hanna Pauli
- Ninnan Santesson
- Herman af Sillén
- Gustaf Theodor Wallén
- Alma Arnell

## Finländska elever i urval
- Väinö Blomstedt
- Elin Danielson-Gambogi
- Johannes Haapasalo (1880–1965)
- Helene Schjerfbeck
- Anna Sahlstén
- Ellen Thesleff
- Venny Soldan-Brofeldt